# Learning Object Metadata

Een schematische weergave van de hiërarchie van elementen in het LOM-gegevensmodel

Learning Object Metadata (LOM) wordt gebruikt om leermiddelen te beschrijven. Het doel van het metadateren van leermiddelen is de vindbaarheid en hiermee herbruikbaarheid van leermiddelen te bevorderen. Deze metadatastandaard is essentieel binnen het gebruik van leer management systemen (LMS), leer content management systemen (LCMS) en elektronische leeromgevingen (ELO). 
LOM is een internationaal erkende open standaard (gepubliceerd door het Institute of Electrical and Electronics Engineers Standards Association, New York) voor de beschrijving van leermiddelen. Relevante attributen van te beschrijven leermiddel zijn: type object; schrijver; eigenaar; distributievoorwaarden; formaat; en pedagogische attributen, zoals lesgeven of interactiestijl.     

## Hoe LOM werkt
De LOM bestaat uit een hiërarchie van elementen. Op het eerste niveau zijn er negen categorieën, die elk subelementen bevatten; deze subelementen kunnen eenvoudige elementen zijn die gegevens bevatten, of kunnen zelf aggregaatelementen zijn, die verdere subelementen bevatten. De semantiek van een element wordt bepaald door de context: deze worden beïnvloed door het bovenliggende of containerelement in de hiërarchie en door andere elementen in dezelfde container. De verschillende Beschrijving-elementen (1.4, 5.10, 6.3, 7.2.2, 8.3 en 9.3) leiden bijvoorbeeld hun context af van hun bovenliggende element. Bovendien neemt beschrijvingselement 9.3 ook de context ervan af uit de waarde van element 9.1 Doel in hetzelfde geval van Classificatie. 
Het datamodel specificeert dat sommige elementen afzonderlijk of als een groep kunnen worden herhaald; bijvoorbeeld, hoewel de elementen 9.2 (Beschrijving) en 9.1 (Doel) slechts eenmaal binnen elke instantie van het classificatiecontainerelement kunnen voorkomen, kan het classificatie-element worden herhaald - waardoor vele beschrijvingen voor verschillende doeleinden mogelijk zijn. 
Het datamodel geeft tevens de waarderuimte en het datatype voor elke eenvoudige gegevenselementen. De waardenruimte definieert de eventuele beperkingen op de gegevens die voor dat element kunnen worden ingevoerd. Voor veel elementen staat de waardenruimte toe dat elke teken van de Unicode-reeks wordt ingevoerd, terwijl andere elementeninvoeringen moeten worden getrokken uit een gedeclareerde lijst (dat wil zeggen een gecontroleerd vocabulaire) of in een gespecificeerd formaat moeten zijn (bijv. datum- en taalcodes). Sommige elementdatatypes laten eenvoudig een reeks tekens toe en andere bestaan uit twee delen, zoals hieronder beschreven: 
- LangString- items bevatten taal- en reeksonderdelen, waardoor dezelfde informatie in meerdere talen kan worden opgenomen
- Woordenschatitems zijn zodanig beperkt dat hun invoer moet worden gekozen uit een gecontroleerde lijst met termen - samengesteld uit bron-waardeparen - waarbij de bron de naam bevat van de lijst met gebruikte termen en de waarde die de gekozen term bevat
- DateTime- en Duration- items bevatten één deel waarmee de datum of de duur in een door de machine leesbaar formaat kan worden opgegeven, en een tweede deel dat een beschrijving van de datum of duur mogelijk maakt (bijvoorbeeld "midden zomer, 1968").

Wanneer de LOM wordt geïmplementeerd als een gegevens- of serviceprovider, is het niet nodig om alle elementen in het gegevensmodel te ondersteunen, noch moet het datamodel van LOM de informatie die kan worden verstrekt, beperken. Door het maken van een applicatieprofiel kan een gemeenschap van gebruikers specificeren welke elementen en vocabulaires ze zullen gebruiken. Elementen van de LOM kunnen worden weggelaten en elementen uit andere metadataschema's kunnen worden ingevoerd; evenzo kunnen de vocabulaires in de LOM worden aangevuld met waarden die geschikt zijn voor die gemeenschap.

## Gerelateerde specificaties
Er zijn veel specificaties voor metadata; van bijzonder belang is de Dublin Core Metadata Element Set (algemeen bekend als Simple Dublin Core, gestandaardiseerd als ANSI / NISO Z39.85 - 2001). Simple Dublin Core (DC) biedt een niet-complexe, losjes gedefinieerde reeks elementen die nuttig is voor het delen van metadata over een breed scala van ongelijksoortige diensten. Omdat de LOM-standaard Dublin Core als uitgangspunt gebruikte en het Simple DC-schema verfijnt met kwalificaties die relevant zijn voor leerobjecten, is er enige overlap tussen de LOM- en DC-normen.  Het Dublin Core Metadata Initiative werkt ook aan een reeks termen waarmee de Dublin Core Element Set met een grotere semantische precisie kan worden gebruikt (Qualified Dublin Core). De Dublin Education Working Group heeft als doel verfijning van Dublin Core te bieden voor de specifieke behoeften van de onderwijsgemeenschap. 
Veel andere onderwijsgerelateerde specificaties maken het mogelijk dat LO-metagegevens worden ingesloten in XML-instanties, zoals: beschrijving van de bronnen in een IMS Content Package of Resource List; de vocabulaires en termen beschrijven in een IMS VDEX-bestand (Vocabulary Definition and Exchange); en beschrijven van de vraagitems in een IMS QTI-bestand (vraag en testinteroperabiliteit). 
De IMS Vocabulary Definition en Exchange (VDEX) -specificatie heeft een dubbele relatie met de LOM, omdat niet alleen de LOM metadata kan verschaffen over de vocabulaires in een VDEX-instantie, maar VDEX kan worden gebruikt om de gecontroleerde vocabulaires te beschrijven die de waardevaststelling zijn voor veel LOM-elementen. 
LOM-records kunnen worden getransporteerd tussen systemen met behulp van verschillende protocollen, misschien wel de meest gebruikte OAI-PMH. 

## Toepassingsprofielen
CanCoreCanCore is een Canadese variant van LOM en biedt gedetailleerde richtlijnen voor de interpretatie en implementatie van elk gegevenselement in de LOM-standaard. Deze richtlijnen (2004) zijn ontwikkeld onder leiding van Norm Friesen en in overleg met deskundigen uit Canada en de rest van de wereld. Deze richtlijnen zijn gratis beschikbaar op de CanCore-website.
ANZ-LOMANZ-LOM is een metadata-profiel ontwikkeld voor de onderwijssector in Australië en Nieuw-Zeeland. Het profiel stelt verplichtingen voor elementen vast en illustreert hoe gecorrigeerde vocabulaires moeten worden toegepast, inclusief voorbeelden van regionale vocabulaires die worden gebruikt in het element "classificatie". Het ANZ-LOM-profiel werd voor het eerst gepubliceerd door The Le@rning Federation (TLF) in januari 2008.
VetadataDe sector van het Australische beroepsonderwijs en het beroepsonderwijs (VET) maakt gebruik van een toepassingsprofiel van de IEEE LOM, genaamd Vetadata. Het profiel bevat vijf verplichte elementen en maakt gebruik van een aantal vocabulaires die specifiek zijn voor de Australische sector voor beroepsonderwijs en -opleiding. Dit applicatieprofiel werd voor het eerst gepubliceerd in 2005. De profielen Vetadata en ANZ-LOM zijn nauw op elkaar afgestemd.
NORLOMNORLOM is het Noorse LOM-profiel. Het profiel wordt beheerd door NSSL (het Noorse secretariaat voor normalisatie van leertechnologieën)
ISRACoreISRACORE is het Israëlische LOM-profiel. De Israel Internet Association (ISOC-IL) en het Inter University Computational Center (IUCC) hebben samengewerkt om een database met e-learningobjecten te beheren en op te zetten.
SWE-LOMSWE-LOM is het Zweedse LOM-profiel dat wordt beheerd door IML aan de Universiteit van Umeå als onderdeel van het werk met de nationale standaardisatiegroep TK450 bij het Swedish Standards Institute.
TWLOMTWLOM is het Taiwanese LOM-profiel dat wordt beheerd door Industrial Development and Promotion of Archives en e-Learning Project
LOM-FRLOM-FR is een metadata-profiel ontwikkeld voor de onderwijssector in Frankrijk. Dit applicatieprofiel werd voor het eerst gepubliceerd in 2006.
NL LOMNL LOM is het Nederlandse metadata-profiel voor educatieve bronnen. Dit profiel is het resultaat van het samenvoegen van het Nederlandse LOM-profiel in het hoger onderwijs met het profiel in het primair en voortgezet Nederlands onderwijs in samenwerking tussen Kennisnet en SURF. De definitieve versie werd uitgebracht in 2011.
LOM-CHLOM-CH is een metadata-profiel ontwikkeld voor de onderwijssector in Zwitserland. Het is momenteel beschikbaar in het Frans en Duits. Dit applicatieprofiel is gepubliceerd in juli 2014.
LOM-ESLOM-ES is een metadata-profiel ontwikkeld voor de onderwijssector in Spanje. Het is beschikbaar in het Spaans.
LOM-GRLOM-GR is het Griekse LOM-toepassingsprofiel voor educatieve bronnen, dat momenteel wordt gebruikt voor bronnen in het onderwijs. Het werd gepubliceerd in 2012 en is momenteel beschikbaar in het Grieks en het Engels. LOM-GR is een werkspecificatie van de TC48 / WG3-werkgroep van de Helleense Organisatie voor Standaardisatie.